# 市村羽左衛門 (16代目)
十六代目 市村羽左衛門（じゅうろくだいめ いちむら うざえもん、1904年（明治37年）1月15日 - 1952年（昭和27年）10月4日）とは、大正から昭和時代前期にかけて活躍した歌舞伎役者。屋号は橘屋。定紋は根上り橘、替紋は渦巻。俳名に可江（かこう）がある。本名市村 勇（いちむら いさむ）。

## 来歴
京橋区築地に生まれ、のち十五代目市村羽左衛門の養子となる。二代目市村吉五郎は養父を共にする弟にあたる。1910年（明治43年）4月、東京歌舞伎座『鞍馬山祈誓掛額』の牛若丸で四代目市村竹松を襲名し初舞台。以後成駒屋五代目中村福助、片岡千代之助らとともに若手の旗手として将来を嘱望された。1925年（大正14年）1月には七代目（自称・十五代目）市村家橘を襲名。1947年（昭和22年）2月、東京劇場で十六代目市村羽左衛門を襲名した。
大らかな芸風で、養父の十五代目とは対照的な芸風を持っていた。『演劇界』昭和27年第一号の巻頭特集では「「御曹子」という表現が、こんなにもピッタリとする役者」「品のよい、おっとりとした落ちつきは無類」「決して才走ってチカチカする役者ではありません」「器量の大きさは、やがて大物に仕上げていくにちがいありません。期待しましょう」と評された。世話物では養父が得意としていた若衆、時代物では殿様や奥方の役などを得意とした。所作事もよくし、『紅葉狩』の山神、『吉野山』の静御前、『落人』の早野勘平などが当り役であった。もっとも、「特に発揮する役はなかった」とする評がある一方で、舞台ぶりは六代目尾上菊五郎にも評価されていたという。逆に戦後間もなく上演された現代劇『銀座復興』での演技は酷評され、これで新作歌舞伎に向かないという評判が立ってしまった。それでも羽左衛門襲名後は着実に芸が伸び、特に1951年（昭和26年）6月の新橋演舞場での加藤道夫作『なよたけ抄』の小野連や、翌年7月歌舞伎座の北條秀司作『狐と笛吹き』の秀人など、新作の王朝物という新領域で本領を発揮しようとした矢先に病を患い、秀人を演じてからわずか3か月後の10月4日に亡くなった。48歳没。結果的に、秀人を演じたのが最後の舞台となった。